# Gare de Vignols - Saint-Solve
La gare de Vignols - Saint-Solve était une gare ferroviaire française fermée de la ligne de Nexon à Brive-la-Gaillarde, située sur le territoire de la commune de Vignols, près de Saint-Solve, dans le département de la Corrèze en région Nouvelle-Aquitaine.
Elle est mise en service en 1875 par la Compagnie du chemin de fer de Paris à Orléans (PO) et fermée le 28 février 2018, à la suite de l'affaissement de la voie au nord de la gare.

## Situation ferroviaire
Établie à 236 mètres d'altitude, la gare de Vignols - Saint-Solve est située au point kilométrique (PK) 479,033 de la ligne de Nexon à Brive-la-Gaillarde, entre les gares de Pompadour et d'Objat.

## Histoire
En 1874, la Compagnie du chemin de fer de Paris à Orléans (PO) active les travaux de sa ligne de Nexon à Brive afin de tenir les délais. Le 2 mars le ministre statue sur les derniers détails des stations à établir entre Champsiaux et Brive, la Station de « Vignols - Saint-Solve » figure dans cette liste. 
La station de Vignols - Saint-Solve est mise en service le 20 décembre 1875 par la Compagnie du PO, lorsqu'elle ouvre à l'exploitation sa ligne de Nexon à Brive.
Jusqu'au 27 février 2018, Vignols - Saint-Solve est desservie par des trains express régionaux de la relation Limoges-Bénédictins - Brive-la-Gaillarde. Depuis l'affaissement de la voie au nord de la gare le 27 février 2018 au soir, les trains ne circulent plus entre Saint-Yrieix et Objat et la gare n'est donc plus desservie par aucun train depuis cette date,. Un service de transport à la demande permet désormais de relier les gares d'Objat ou de Saint-Yrieix.
En 2019, selon les estimations de la SNCF, la fréquentation annuelle de la gare était de 51 voyageurs.

## Service des  voyageurs

### Accueil

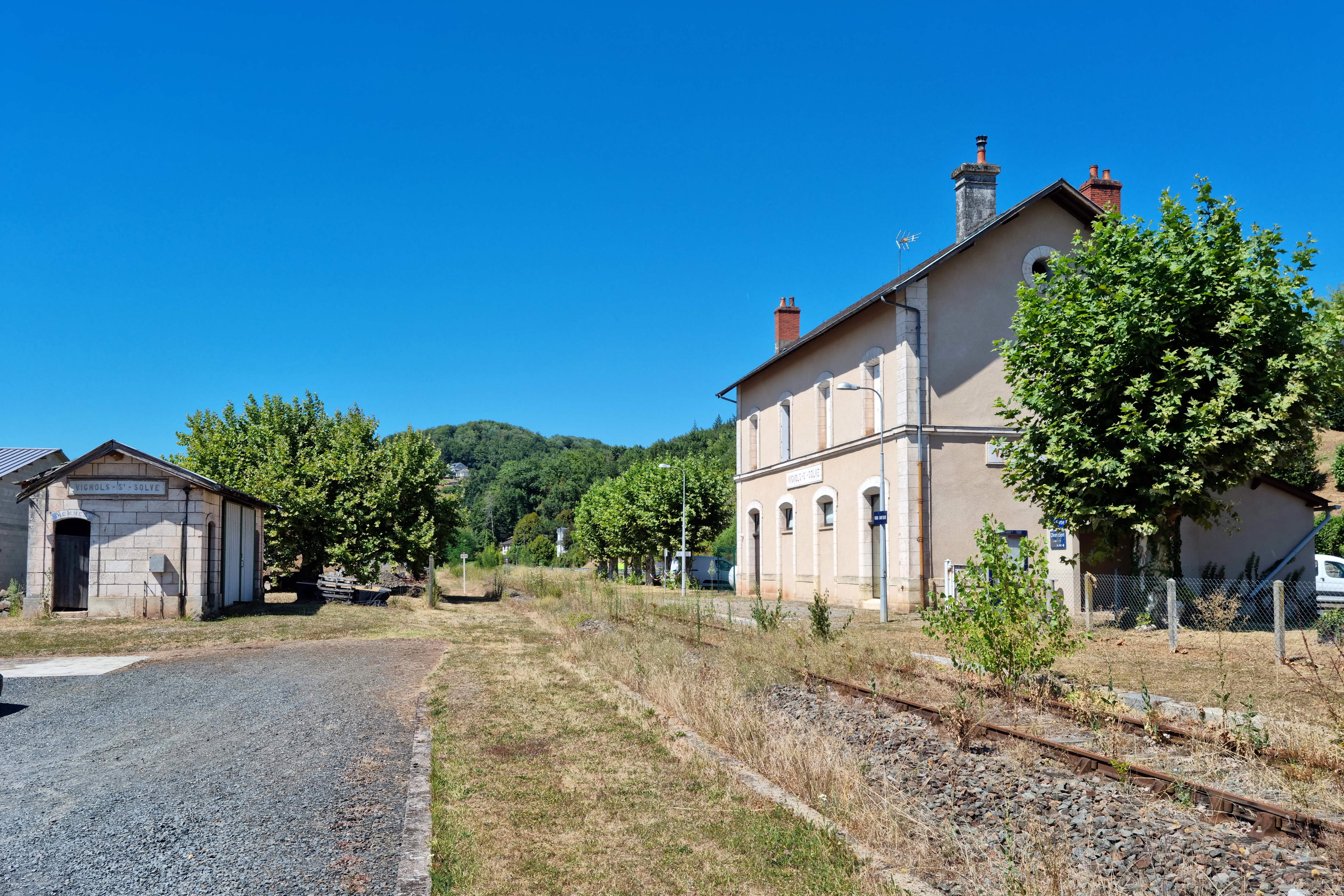
Vue générale de la gare en direction de Limoges.

Halte SNCF, c'est un point d'arrêt non géré (PANG) à accès libre.

### Desserte
La gare n'est plus desservie par aucun train. Un service de transport à la demande permet désormais de relier les gares d'Objat ou de Saint-Yrieix.

### Intermodalité
Un parc pour les vélos et un parking pour les véhicules y sont aménagés.

## Patrimoine ferroviaire
Des constructions, bien qu'inutilisées ou désaffectées par le ferroviaire, sont toujours présentes sur le site : le bâtiment voyageurs réaffecté en pharmacie, un abri de quai et la halle à marchandises.